# 4783 Wasson
4783 Wasson este un asteroid din centura principală, descoperit pe 12 ianuarie 1983 de Carolyn Shoemaker.